# 明利酒類
明利酒類株式会社（めいりしゅるい、英: Meiri Shurui Co., Ltd.）は、茨城県水戸市の総合酒類メーカー。酒造りを始めた歴史は江戸時代まで遡る。日本酒のほか、梅酒、焼酎、リキュール、スピリッツ（ジンやウォッカ）、みりんを製造、販売している。コロナ禍を受けて、消毒液代替の高濃度エタノールなどを全国に先駆けて製造・販売した。2021年春に向けて医薬部外品の工場を整備するとしている。

## 主な製品

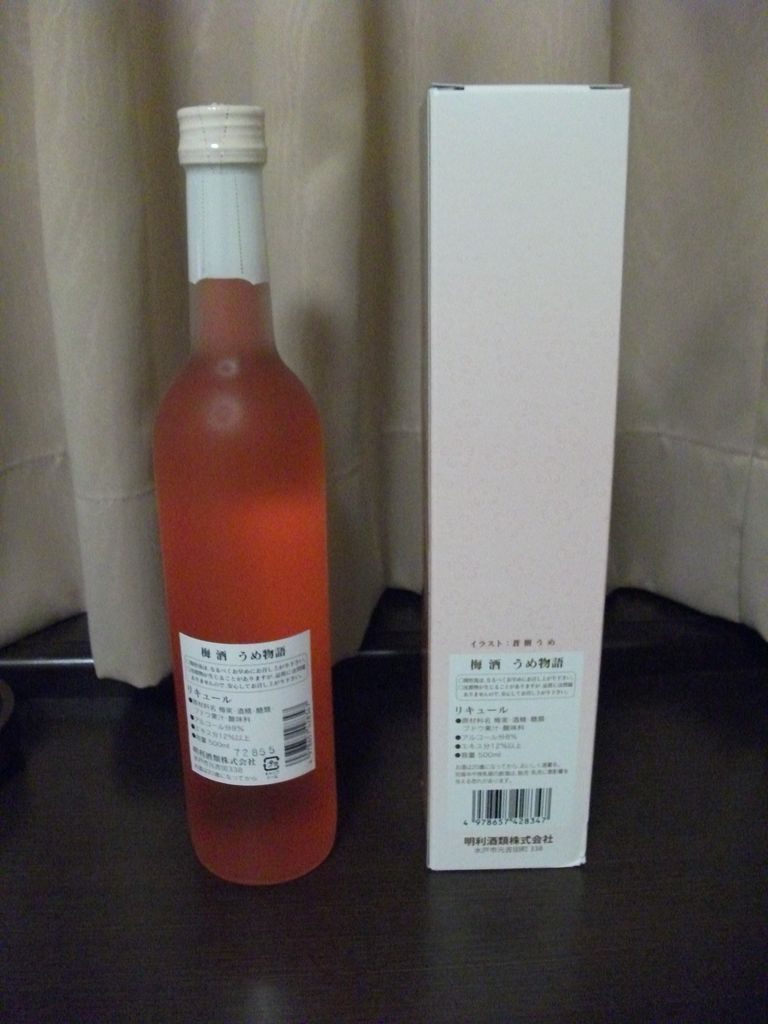
うめ物語。ぶどう果汁により色付けしている。

- 日本酒
「副将軍」「水戸藩」「別春」の商品名で販売。「大吟醸副将軍」は全国新酒鑑評会で1981年から（別春館の掲示による）、金賞を2019年産時点で通算13回[2]受賞している。
- 梅酒等
2008年の全国梅酒大会（天満天神梅酒大会）で日本一を受賞した「百年梅酒」[3]のほか、「水戸の観梅」「梅香DX」などを製造販売している。瓶のラベルや箱絵で、蒼樹うめ[4]作画や兎田ぺこら[5]のイラストをあしらった製品もある。2010年には、コみケッとSP in 水戸とのタイアップ商品としての「うめ物語」（パッケージイラスト:蒼樹うめ）や「梅香」（同:まるたけけんたろう）を販売し、話題を呼んだ[6]。
イチョウ酎はイチョウ葉エキスを含むリキュール。シークヮーサー酎は沖縄県大宜味村産のシークヮーサー（ヒラミレモン）を使用したリキュール。
- 焼酎
甲類焼酎は「スーパーめいり」、乙類焼酎（米・芋・麦）は「漫遊記」の商品名で発売している。2010年には「芋焼酎漫遊記」をベースに、コみケッとSPタイアップ商品「若き日の黄門さま」（パッケージイラスト:ヤマダサクラコ）が販売された。
- ウォッカ
2020年3月、「メイリの65％」を発売。発売には、2019新型コロナウイルスの感染拡大に伴う消毒用アルコール不足も背景にあるが、医薬品医療機器法の規制に配慮してラベルには「消毒や除菌目的の商品ではありません」とただし書きした[7]。3月の売れ行きは200本のみだったが、創業家子息の博報堂社員（7月末で退職して明利酒類入社）の提案で正式にプレスリリースした後の4-5月は20万本売れ、その後も注力している

。2020年11月時点、直営オンラインストアでは「高濃度エタノール製品」と表示している。
- 医薬部外品
コロナ禍で会社の変革が進み、「メイリの65%」以降、食品添加物扱いのアルコール製剤「MEIRIの除菌」等、酒類以外の消毒液代用商品を立て続けに発売し、公衆衛生を支える会社になるとした。さらに2021年春に向けて医薬部外品を製造可能な工場に設備投資を行なっている。
- ウイスキー
1959年の火災でウイスキー作りを断念していたが、2022年に製造免許を再取得して製造を再開。2024年に高藏蒸留所という名称でピュアモルトのREBORNシリーズ「PLUM WINE CASK FINISH」「MIZUNARA CASK FINISH」の販売を開始。

- その他
発酵調味料「味てんぐ」や清酒酵母の製造・販売を行う。明利小川酵母は1977年に協会10号酵母として登録された。

- コラボ商品
百年梅酒の兎田ぺこらコラボをきっかけにホロライブの複数のタレントとのコラボ商品を展開。さくらみことのコラボ商品「酔うたい焼き さくらみこすぺしゃる」、白銀ノエルとのコラボ商品 プレミアムクラフトジン「ノエルのポーション」、雪花ラミィとのコラボ商品 日本酒「雪夜月」をリリースしている[10]。ノエルのポーションはTWSC2023ブロンズメダル受賞、雪夜月は日本酒の世界大会IWC2022,IWC2023で連続でメダルを受賞と高い評価を得ている。

2024年には社是「推しの夢の実現のために最大限努力します」として3つの方針を公表した。
1. 情報収集：推しの夢の実現の為に四六時中情報収集をおこないます
2. 味の追求：推しの夢の実現の為に味の追求をおこないます
3. 意匠へのこだわり：推しの夢の実現の為にデザインにも妥協しません

## 沿革
- 安政年間 - 明利酒類の前身となる加藤酒造創業[11]。。
- 1950年9月 - 明利酒類株式会社設立、加藤酒造の事業を継承。焼酎「明利」、合成清酒「明徳」の製造販売を開始。
- 1952年4月 - 葡萄酒の製造免許を取得。
- 1952年11月 - 野球部が第2回日本産業対抗野球大会に出場（醸造食品部門）。
- 1959年5月 - 火災により工場焼失（4ヶ月後に工場再建）。
- 1960年6月 - 梅酒の製造免許を取得。
- 1968年8月 - 清酒酵母の製造免許を取得、「明利小川酵母」の商標で販売開始。
- 1969年1月 - 日本酒の製造免許を取得、「副将軍」の商標で販売開始。
- 1969年 - 発酵調味料「味てんぐ」の製造販売を開始。
- 1977年5月 - 日本醸造協会の要請により、明利小川酵母を協会10号酵母として登録。
- 1980年3月 - ブランデーの製造免許を取得。
- 1981年 - 「副将軍」が全国新酒鑑評会金賞初受賞。
- 1998年2月 - 別春館開館。
- 2008年3月 - 「百年梅酒」が全国梅酒大会優勝。
- 2010年 - コみケッとSPタイアップのメイドコスチュームラベル商品発売。
- 2024年 - 60年ぶりに高藏蒸留所としてウイスキー「高藏REBORN」を発売

## 別春館

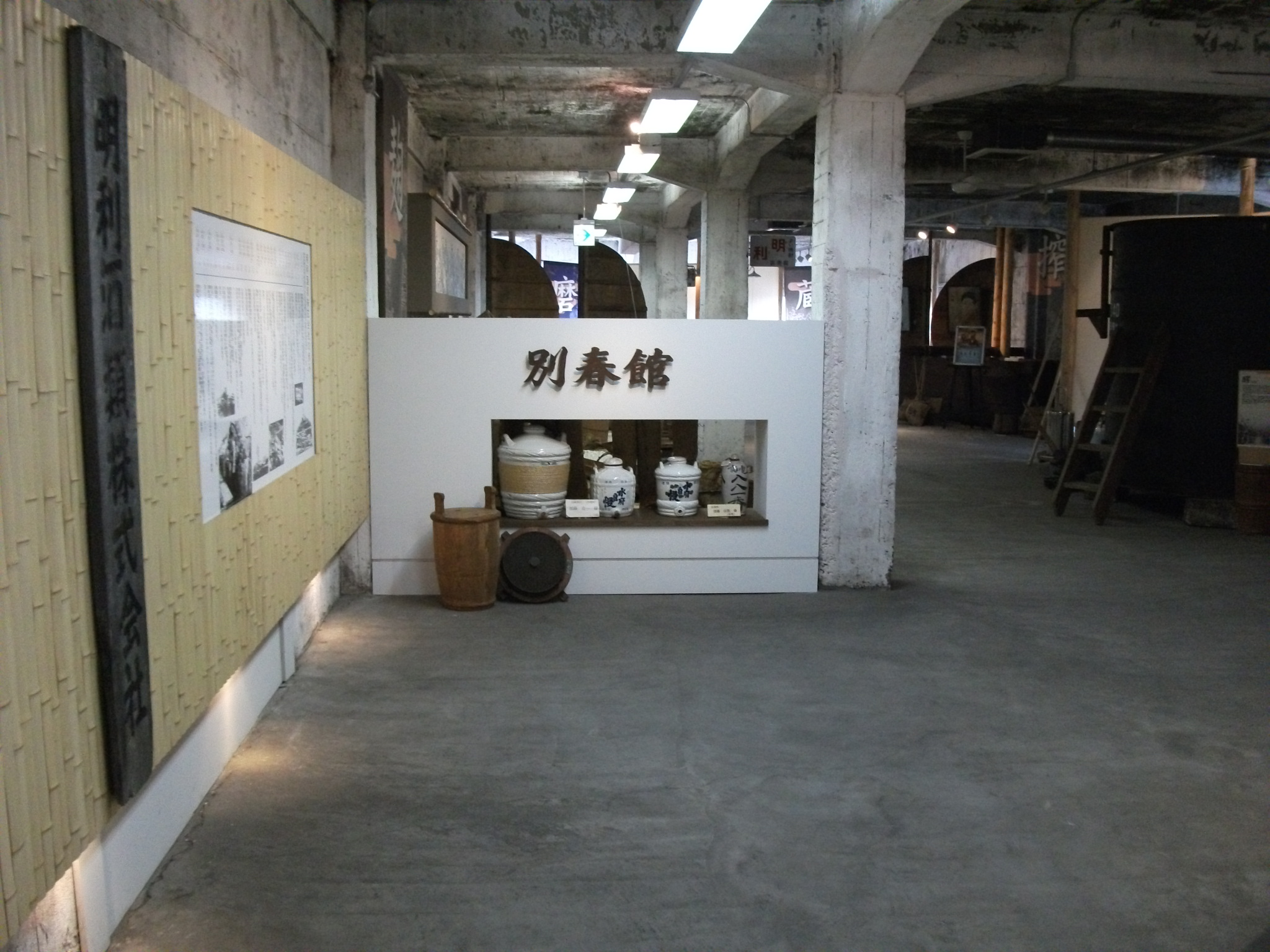
別春館

別春館（べっしゅんかん）は、明利酒類本社に併設された梅酒と清酒の資料館。水戸駅南口より徒歩約15分ほどの位置にあり、関連資料の展示、製品の直売や試飲を行っている。別春館の名称は、徳川光圀が「盃の中には別に春が置かれている」と、飲酒のことを別春会と呼んだことに因んでいる。
- 開館時間：09:30-16:30
- 休館日：月曜日（祝祭日の場合は翌日。2月、3月は無休）、年末年始（12月29日-1月5日）。
- 入場料：無料